# Erlands Point–Kitsap Lake
Erlands Point–Kitsap Lake az Amerikai Egyesült Államok északnyugati részén, Washington állam Kitsap megyéjében elhelyezkedő statisztikai település. A 2010. évi népszámlálási adatok alapján 2935 lakosa van.

## Népesség
A település népességének változása:

| 2000 | 2 723 |
| 2010 | 2 935 |